# 2730 Barks
Barks (asteróide 2730) é um asteróide da cintura principal. Seu nome é uma homenagem ao desenhista de histórias em quadrinhos, famoso por criar o Tio Patinhas, Carl Barks. A 2,3550127 UA. Possui uma excentricidade de 0,1336585 e um período orbital de 1 637 dias (4,48 anos).
Barks tem uma velocidade orbital média de 18,0651129 km/s e uma inclinação de 6,42673º.
Este asteróide foi descoberto em 30 de Agosto de 1981 por Edward Bowell.